# Pauvres servantes de Jésus-Christ
Les pauvres servantes de Jésus-Christ (en latin : Instituti Pauperum Ancillarum Iesu Christi) sont une congrégation religieuse féminine enseignante et hospitalière de droit pontifical.

## Historique
Encore jeune, Marie Catherine Kasper (1820-1898) se consacre à l'assistance aux malades qu'elle visite et rassemble autour d'elle une petite communauté de jeunes femmes attirées par son exemple. Elle rédige une première règle pour ce groupe approuvée par le doyen Heimann de Montabaur ; vers 1849, elle commence à mener la vie commune avec certaines de ces femmes. En 1851, l'évêque du diocèse de Limburg, Peter Joseph Blum donne aux religieuses une nouvelle règle fondée sur celle de saint Vincent de Paul et, le 15 août de la même année, Kasper et quatre autres jeunes gens font leur profession religieuse en présence de l'évêque.
La congrégation connaît une diffusion rapide et ajoute à ses buts l'instruction. En 1870, les religieuses sont déjà 593, en l'Allemagne, aux Pays-Bas et aux États-Unis d'Amérique ; en 1898, bien que leurs communautés en Allemagne souffrent à cause du Kulturkampf, elle fondent des maisons en Angleterre et en Bohême. L'institut atteint son développement maximal en 1933 quand il dépasse les 4 000 membres mais avec l'avènement du régime nazi ses écoles sont fermées (seuls les jardins d'enfants et les écoles de couture survivent). 
Les pauvres servantes de Jésus-Christ reçoivent le décret de louange le 9 mars 1860 et l'approbation définitive du Saint-Siège le 20 mai 1870. 

## Activités et diffusion
Les pauvres servantes de Jésus-Christ travaillent dans les hôpitaux, les maisons de retraite, les jardins d'enfants, les écoles et les paroisses en pastorale. 
Elles sont présentes en : 
- Europe : Allemagne, Pays-Bas, Royaume-Uni.
- Amérique : Brésil, États-Unis, Mexique.
- Afrique : Kenya, Nigéria.
- Asie : Inde.

La maison généralice se trouve à Dernbach. 
En 2017, la congrégation comptait 605 sœurs dans 87 maisons.